# Hyalella sapropelica
Hyalella sapropelica is een vlokreeftensoort uit de familie van de Hyalellidae. De wetenschappelijke naam van de soort is voor het eerst geldig gepubliceerd in 1939 door Brehm.